# Fearless (Schiff, 1965)
Die Fearless, auch HMS Fearless (Kennung: L10), war ein Amphibious Transport Dock der gleichnamigen Klasse der britischen Marine, das zwischen 1965 und 2002 in Dienst stand. Gemeinsam mit ihrem Schwesterschiff Intrepid war sie das Herzstück der amphibischen Streitkräfte des Vereinigten Königreichs.

## Geschichte
In den 1960er Jahren erkannte die Royal Navy die Vorteile eines Landungsdockschiffes und gab bei Harland & Wolff in Belfast die Fearless in Auftrag. 1965 in Dienst gestellt, kam das Schiff im November 1967 erstmals zum Einsatz, als sie den Abzug britischer Truppen aus Aden koordinierte. 1968 fanden an Bord der Fearless die Gespräche zwischen Harold Wilson und Ian Smith über die Unabhängigkeit der britischen Kronkolonie Rhodesien statt. 1971 leistete sie in Pakistan Katastrophenhilfe nach schweren Überschwemmungen.
Im Jahr 1977 hatte die Fearless einen besonderen Gastauftritt im Film James Bond 007 – Der Spion, der mich liebte. Im Spionage-Film, mit Roger Moore in der Hauptrolle, ist die Fearless am Ende des Films zu sehen, als James Bond und seine Gefährtin durch das Schiff geborgen werden.
1982 wurde sie als Bestandteil der Royal Navy Task Force im Rahmen des Falklandkrieges zu den Falklandinseln entsandt. Als Kommandoschiff der amphibischen Einheiten koordinierte sie die Anlandung der Truppen. Während der Landung in der Bucht von San Carlos geriet sie am 8. Juni unter den Beschuss argentinischer Kampfflugzeuge. Im Gegensatz zu den Landungsschiffen Sir Tristram und Sir Galahad erlitt sie keine schweren Schäden, jedoch wurde ein Landungsboot zerstört und zwei Seeleute sowie vier Royal Marines starben.
Von 1989 bis 1991 wurde die Fearless einer umfangreichen Modernisierung unterzogen. Neben einem Austausch der Waffensysteme wurde vor allem die technische Ausstattung modernisiert. Aufgrund ihres hohen Alters wurde dennoch 1996 entschieden, das Schiff auszumustern. Nach der Außerdienststellung ihres Schwesterschiffes Intrepid 1999 war die Fearless das letzte Schiff der Royal Navy, das von Dampfturbinen angetrieben wurde. 2002 wurde auch sie ausgemustert und am 18. Dezember 2007 von Portsmouth ins belgische Gent geschleppt, wo sie bis Ende 2008 verschrottet wurde. Ersetzt wurden die Fearless und Intrepid durch die größeren und moderneren Schiffe der Albion-Klasse (Albion und Bulwark).

## Konstruktion
Die Fearless war für den Transport und Einsatz von 488 Marineinfanteristen oder Soldaten konzipiert, im Ernstfall konnten bis zu 670 an Bord genommen werden. Das Schiff verfügte über drei Fahrzeugdecks, auf denen bis zu 20 schwere Kampfpanzer und 40 schwere Lastkraftwagen untergebracht werden konnten. Für die Anlandung von Truppen und Material standen vier LCM9-Landungsboote bereit, die jeweils 100 Tonnen Fracht, zwei Panzer oder 100 Soldaten transportieren können. Sie wurden im 60 m langen Welldeck transportiert und beladen. Dieses war über Rampen mit den Fahrzeugdecks verbunden, um ein einfaches Verladen zu ermöglichen. Zusätzlich wurden vier kleinere LCVPs mitgeführt, die jeweils 30 Soldaten oder zwei Land Rover transportieren konnten. Diese Landungsboote standen an Deck und wurden mit Hilfe von Davits zu Wasser gelassen. Für den Lufttransport verfügte die Fearless über ein Hubschrauberdeck für bis zu sieben Hubschrauber. In der Regel führte das Schiff einen Mix aus Sea-King-, Lynx- und Gazelle-Hubschraubern mit.
Das Schiff verfügte zudem über die notwendigen Kommando- und Kommunikationseinrichtungen zur Kontrolle von See-, Land- und Luftstreitkräften bei Landeoperationen in Brigadengröße.

## Bewaffnung
Die Standardbewaffnung der Fearless bestand aus zwei 4,0-cm-Flugabwehrkanonen, 1990 gegen zwei 2,0-cm-Geschütze ausgetauscht, und zwei Sea-Cat-Raketenwerfern, 1990 gegen zwei 2,0-cm-Phalanx CIWS ausgetauscht. Diese leichte Bewaffnung des Schiffes ist darauf zurückzuführen, dass es stets im Verband mit Fregatten und Zerstörern operierte, die seine Sicherheit gewährleisten sollten.